# 塞贝库尔
塞贝库尔（法語：Sébécourt，法語發音：[sebekuʁ]）是法国厄尔省的一个市镇，属于埃夫勒区。该市镇总面积14.8平方公里，2009年时的人口为419人。

## 人口
塞贝库尔人口变化图示